# Chelonistele amplissima
Chelonistele amplissima là một loài thực vật có hoa trong họ Lan. Loài này được (Ames & C.Schweinf.) Carr mô tả khoa học đầu tiên năm 1935.